# カイセライ
カイセライ（トルコ語: Kayseray）は、トルコの都市であるカイセリ市内を走る路面電車（ライトレール）。2009年に開通し、2020年現在は路線バスと共にカイセリ都市圏自治体が所有するカイセリ交通公社（KAYSERİ Ulaşım A.Ş.）が運営する。

## 概要・歴史
長年に渡り路線バスや自家用車が交通機関の主力であったトルコの大都市であるカイセリでは、都市の発展に伴い道路の混雑を始めとした問題が表面化していた。そこで2000年から今後の発展や道路混雑の予測を基に、新たな公共交通機関の検討が始まった。2001年まで続いた調査ののち、複数の可能性から最も理想的な交通機関として市内を東西に結ぶライトレールが選ばれ、2005年に建設工事に関する入札を経て2006年1月に着工した。
建設はトルコのヤプ・メルケジが手掛け、緑化軌道や沿線への植樹などの環境への配慮や既存の交通機関との連携を念頭に置いた路線設計は海外からも高い評価を受けた。そして2009年8月1日、最初の路線となる全長17.5 kmの路線が開通した。その後、利用客は開通から2年が経過した2011年の時点で年間2,200万人以上を記録した他、住宅地やショッピングセンター、スポーツスタジアムなど沿線の新たな施設の開発も行われ、カイセライはカイセリ市における重要な公共交通機関として定着した。
その後、2014年にはエルジェス大学方面へ分岐する支線を含めた複数の延伸工事が完成しており、2020年現在は34.4 kmの路線を有している。また、カイセリ交通公社ではカイセライの利用客を対象とした自転車のシェアサービスを展開しており、これを含めた各種の施策が評価され幾つもの賞が授与されている。

## 運用
2020年現在のカイセライの系統は以下の通り。T1号線はカイセリ市の東西を結ぶ一方、T2号線は共和国広場（CUMHURİYET MEYDANI）電停からチューナ（TUNA）電停までT1号線と同じ区間を通った後、南部のシェミル・ババ（CEMİL BABA）電停まで向かう路線を経由する。
| 系統名 | 起点               | 終点       | 電停数 | 備考・参考 |
| ------ | ------------------ | ---------- | ------ | ---------- |
| T1     | ORGANİZE SANAYİ    | İLDEM 5    | 43箇所 |            |
| T2     | CUMHURİYET MEYDANI | CEMİL BABA | 18箇所 |            |

## 車両
2020年現在、カイセライでは以下の2種類の電車が運行している。双方とも車内全体が低床構造となっている5車体連接式の超低床電車（100 %超低床電車）である。
- "シリオ" - イタリアのアンサルドブレーダ（現：日立レール）が展開する超低床電車。開業時から使用されている形式で、2020年現在38両が在籍する[2]。

| シリオ 主要諸元 | シリオ 主要諸元 | シリオ 主要諸元 | シリオ 主要諸元            | シリオ 主要諸元            | シリオ 主要諸元            |
| 車両数          | 軌間            | 編成            | 備考・参考                 | 備考・参考                 | 備考・参考                 |
| --------------- | --------------- | --------------- | -------------------------- | -------------------------- | -------------------------- |
| 38両            | 1,435mm         | 5車体連接車     | 立席定員は乗客密度6人/m2時 | 立席定員は乗客密度6人/m2時 | 立席定員は乗客密度6人/m2時 |
| 全長            | 全幅            | 全高            | 床上高さ                   | 重量                       | 軸重                       |
| 32,350mm        | 2,650mm         | 3,300mm         | 350mm                      | 42t                        | ？                         |
| 最高速度        | 加速度          | 常用減速度      | 定員                       | 定員                       | 出力                       |
| 最高速度        | 加速度          | 常用減速度      | 着席                       | 立席                       | 出力                       |
| 75km/h          | 1.16m/s2        | 1.50m/s2        | 64人                       | 206人                      | 420kw                      |

- ボザンカヤ製電車 - トルコの輸送用機器メーカーであるボザンカヤ（トルコ語版）が手掛ける超低床電車。部品の全てがトルコ国内で作られた100 %国産車で、海外製のシリオと比べて安価での導入やカイセライに合わせた仕様の採用などのメリットが存在する。2016年から導入が行われ、2020年現在は30両が在籍する[12][14][15]。

| ボザンカヤ製電車 主要諸元 | ボザンカヤ製電車 主要諸元 | ボザンカヤ製電車 主要諸元 | ボザンカヤ製電車 主要諸元  | ボザンカヤ製電車 主要諸元  | ボザンカヤ製電車 主要諸元  |
| 車両数                    | 軌間                      | 編成                      | 備考・参考                 | 備考・参考                 | 備考・参考                 |
| ------------------------- | ------------------------- | ------------------------- | -------------------------- | -------------------------- | -------------------------- |
| 30両                      | 1,435mm                   | 5車体連接車               | 立席定員は乗客密度6人/m2時 | 立席定員は乗客密度6人/m2時 | 立席定員は乗客密度6人/m2時 |
| 全長                      | 全幅                      | 全高                      | 床上高さ                   | 重量                       | 軸重                       |
| 32,700mm                  | 2,650mm                   | ？                        | 350mm                      | 41.9t                      | 10.5t                      |
| 設計最高速度              | 加速度                    | 常用減速度                | 定員                       | 定員                       | 出力                       |
| 設計最高速度              | 加速度                    | 常用減速度                | 着席                       | 立席                       | 出力                       |
| 70km/h                    | 1.3m/s2                   | 1.2m/s2                   | 66人                       | 229人                      | 480kw                      |

## 今後の予定
カイセライには、2020年時点の路線網に加えてトルコ共和国運輸海事通信省（Ulaştırma Denizcilik ve Haberleşme Bakanlığı）が主導する全長7 kmの延伸計画が存在する他、沿線にあるエルキレト国際空港へ直通する支線も検討されている。